# Patrick Zandl
Patrick Zandl (* 26. srpen 1974 Mnichov, Německo) je český internetový podnikatel, novinář, zakladatel zpravodajského serveru Mobil.cz a spisovatel. V diskusích používá přezdívku Tangero.

## Život
Za studií religionistiky se při cestách do zahraničí seznámil s technologií GSM, která v první polovině devadesátých let začínala nastupovat i v ČR. Na svých stránkách o náboženských tématech začal psát také o telekomunikačních technologiích a na konci roku 1996 spolu s Filipem Streiblem a Petrem Mitošinkou založil zpravodajský server Mobil.cz. Server byl spuštěn 1. ledna 1997. Téhož roku Zandl opustil firmu Medea (pozdější M.I.A.), kde pracoval jako analytik informačních zdrojů, a ujal se plně postu šéfredaktora Mobil.cz. V lednu 2001 prodal Mobil.cz i s přidruženými servery Technet (technické zpravodajství, převážně o počítačích) a BonusWeb (zaměřený na počítačové hry) či Pandora (e-mailové konference) vydavatelství MaFra, které jej později začlenilo do svého portálu iDNES. Zandl firmu opustil v lednu 2003.
Na konci listopadu 1998 stál spolu s Ondřejem Neffem a Ivem Lukačovičem u zrodu protestní akce Internet proti monopolu (známé též jako Bojkot) proti zdražení vytáčeného přístupu k Internetu následně ze strany tehdejšího SPT Telecomu. Díky velké mediální odezvě a demonstraci dvou tisíc lidí před sídlem společnosti přistoupil monopolní operátor na jednání, jehož výsledkem byl tarif Internet 99 a později i jeho modernizace Internet 2000.
Paralelně se věnoval bezdrátovým sítím (WiFi a jiné) a telekomunikacím vůbec – provozuje oborový weblog Marigold, založil také dvě další internetové firmy: Cinetik, zabývající se půjčováním DVD po Internetu, a Pipeline (poskytuje transport SMS zpráv mezi Internetem a sítěmi mobilních telefonů). Stojí také za internetovým portálem Chronomag.cz.
V průběhu roku 2006 začal pracovat na projektu internetové televize Stream.cz.
Okolo roku 2005 na Internetu na pokračování zveřejňoval svou sci-fi povídku Flotila Země; která později vyšla v knižní podobě (nejprve jako příloha časopisu Pevnost). Podobně později sepsal knihu Koncernová pětiletka, která byla roku 2011 z demonstračních důvodů vydána pouze v elektronické verzi. Od září 2007 na serveru Bloguje.cz na pokračování psal Příběh strýčka Martina, který se momentálně upravuje do podoby tištěné a elektronicky distribuované. V roce 2012 mu vyšla kniha Apple: cesta k mobilům.
Od listopadu 2008 do června 2012 pracoval jako šéfredaktor internetového časopisu Lupa.cz.
Je rozvedený, s bývalými manželkami má celkem 4 dcery a syna
Angažoval se v COVID19CZ.

## Politické působení
Na jaře roku 2018 se stal členem České pirátské strany a v komunálních volbách roku 2018 byl za Piráty zvolen zastupitelem města Brandýs nad Labem – Stará Boleslav. V září 2021 na svojí funkci rezignoval.
V komunálních volbách roku 2022 byl znovu zvolen do zastupitelstva města. A v říjnu roku 2022 byl zvolen místostarostou. V květnu 2024 byl z funkce odvolán. 

## Publikace
- Bezdrátové sítě WiFi: praktický průvodce. 1. vyd. Brno: Computer Press, 2003. 204 s. ISBN 80-7226-632-2
- Flotila Země. 1. vyd. Praha: Wolf Publishing, 2006. 180 s.
- Koncernová pětiletka. 1. vyd. Kniha vyšla pouze elektronicky.
- Apple: cesta k mobilům. 1. vyd. Praha: Mladá fronta, 2012. 160 s. ISBN 978-80-204-2641-3
- Husákův děda. 1. vyd. Praha: Argo 2015. 168 s.
- Příběh strýčka Martina, 1. vyd. Freetim(e)publishing, 2013, 432 s.